# Municipio de Traskwood
El municipio de Traskwood (en inglés: Traskwood Township) es un municipio ubicado en el condado de Saline en el estado estadounidense de Arkansas. En el año 2010 tenía una población de 687 habitantes y una densidad poblacional de 14,43 personas por km².

## Geografía
El municipio de Traskwood se encuentra ubicado en las coordenadas 34°25′55″N 92°38′19″O / 34.43194, -92.63861. Según la Oficina del Censo de los Estados Unidos, el municipio tiene una superficie total de 47.62 km², de la cual 47,6 km² corresponden a tierra firme y (0,04 %) 0,02 km² es agua.

## Demografía
Según el censo de 2010, había 687 personas residiendo en el municipio de Traskwood. La densidad de población era de 14,43 hab./km². De los 687 habitantes, el municipio de Traskwood estaba compuesto por el 98,11 % blancos, el 0,44 % eran afroamericanos y el 1,46 % eran de una mezcla de razas. Del total de la población el 1,16 % eran hispanos o latinos de cualquier raza.